# Donbas (1969)
Donbas (ukr. Донбас) – okręt dowodzenia Marynarki Wojennej Ukrainy projektu 304 Amur, były radziecki „Krasnodon”. Okręt został zatopiony w kwietniu 2022 roku, podczas oblężenia Mariupola. 

## Historia
„Donbas” był jednym z 28 okrętów warsztatowych projektu 304 (w kodzie NATO: Amur) zbudowanych w Stoczni Szczecińskiej im. Adolfa Warskiego dla ZSRR. Po wejściu do służby w Marynarce Wojennej ZSRR okręt nazwano „PM-9” a następnie „Krasnodon”. W Marynarce Wojennej ZSRR jednostkę klasyfikowano jako okręt warsztatowy, a w Marynarce Wojennej Ukrainy jako okręt dowodzenia i ratowniczy.

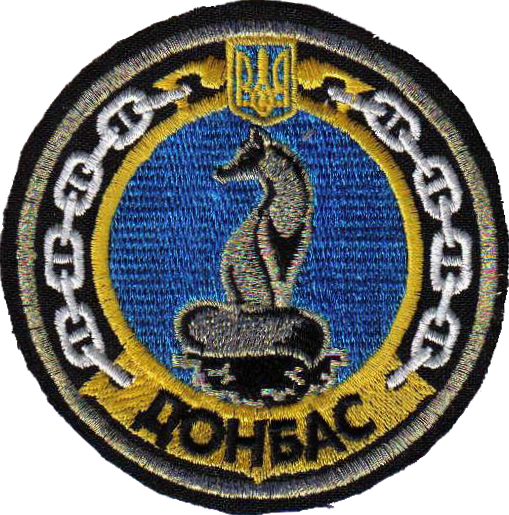
Godło okrętu dowodzenia "Donbas"

„Donbas” wszedł do służby w MW ZSRR jako „PM-9” w 1969 roku. Następnie okręt przemianowano na „Krasnodon”. Okręt wycofano ze służby w MW ZSRR w latach 90. XX wieku. Po rozpadzie ZSRR w ramach podziału floty Czarnomorskiej warsztatowiec przypadł Ukrainie. 

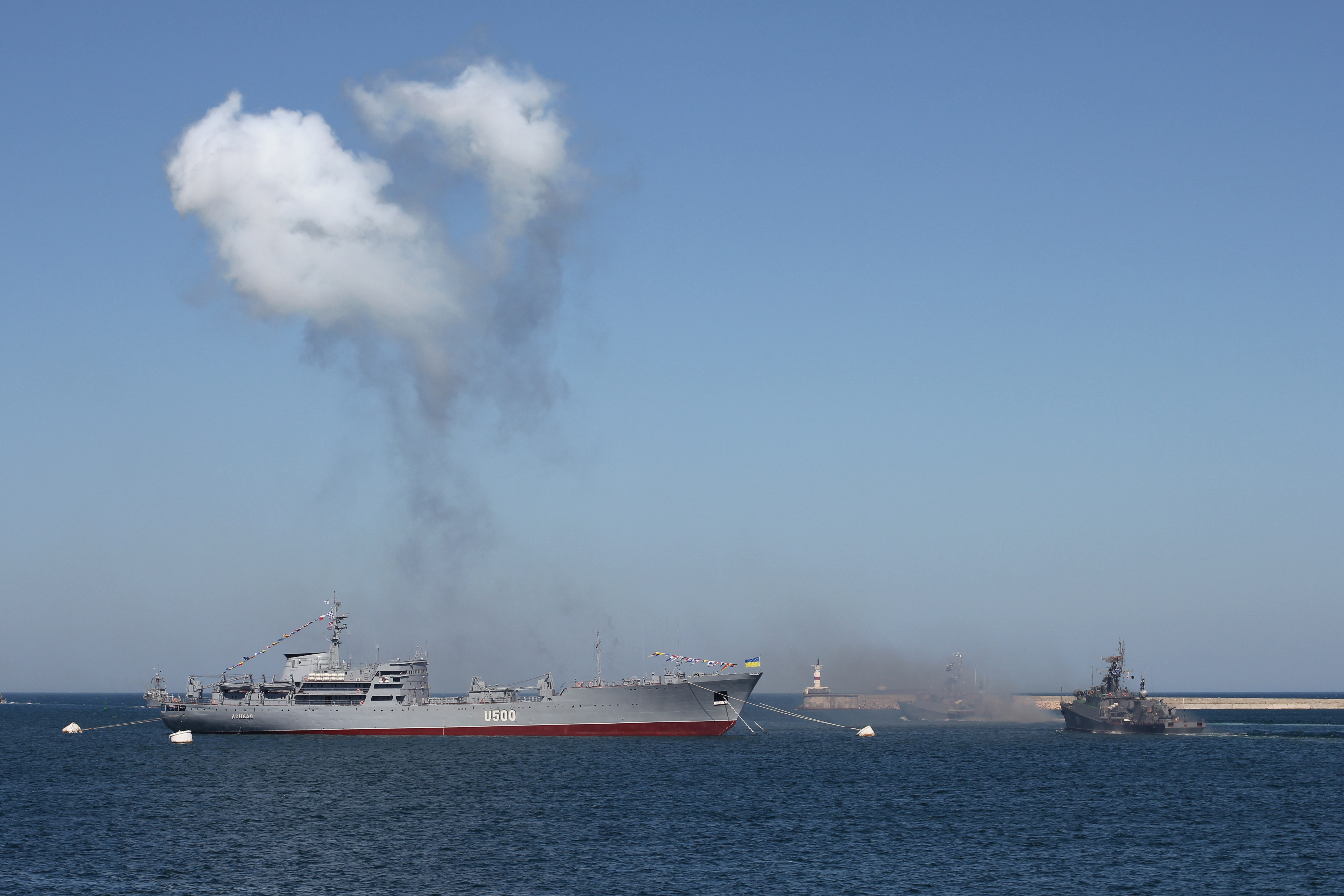
„Donbas” nadzoruje wspólną paradę Marynarki Wojennej Ukrainy i Floty Czarnomorskiej z okazji Dnia Marynarki Wojennej w 2012 r.

Jednostka weszła w skład MW Ukrainy w latach 90. XX wieku jako „Krasnodon”. W 2001 roku zmieniono mu nazwę na „Donbas” z numerem burtowym U500. Po aneksji Krymu „Donbas” był kontrolowany przez Rosjan, następnie został zwrócony. W 2018 roku utworzono bazę MW Ukrainy w Berdiańsku na Morzu Azowskim, do której został podporządkowany „Donbas”. Płynąc do Berdiańska okręt obrał kurs przez Cieśninę Kerczeńską co wg. Rosjan miało stanowić prowokację. W następnych latach takie sytuacje powtórzyły się. Po wybuchu wojny rosyjsko-ukraińskiej, w kwietniu 2022 roku, „Donbas” został zatopiony w porcie w Mariupolu.

## Konstrukcja
Wyporność okrętu wynosiła 5520 ton, a długość 122 metrów. „Donbas” miał 17 metrów szerokości i 4,63 metra zanurzenia. Napęd jednostki stanowił 1 silnik średnio obrotowy Zgoda-Sulzer 8TD48 o mocy 2400 KM. Okręt rozwijał prędkość 12 węzłów. Załogę okrętu stanowiło 145 osób.